# Operação Golpe de Espada
Operação Golpe de Espada (em inglês:  Operation Strike of the Sword) ou Operação Khanjar foi uma ofensiva liderada pelos Estados Unidos na província de Helmand, no sul do Afeganistão. Cerca de 4.000 fuzileiros navais estadunidenses da 2ª Brigada Expedicionária da Marinha e 650 soldados afegãos estiveram envolvidos, apoiados por aviões da OTAN. A operação começou quando as unidades avançaram para o vale do rio Helmand durante as primeiras horas de 2 de julho de 2009. Esta operação foi a maior ofensiva desde a Segunda Batalha de Faluja em 2004.   A operação também foi a maior ponte aérea ofensiva dos fuzileiros navais desde a Guerra do Vietnã. 